# Exon
Dans les gènes des organismes eucaryotes, les exons sont les segments d’un précurseur ARN qui sont conservés dans l’ARN après épissage et que l'on retrouve dans l'ARN mature dans le cytoplasme. Les segments du précurseur ARN qui sont éliminés lors de l'épissage s'appellent par opposition des introns. On trouve principalement les exons dans les ARN messagers (ARNm) codant des protéines. Certains ARNm peuvent parfois subir un processus d'épissage alternatif, dans lequel un ou plusieurs exons peuvent être excisés ou  certains introns conservés dans de rares cas.
De manière générale, les gènes sont constitués d'une suite d'exons et d'introns alternés, débutant et se finissant par un exon. Par exemple :   
Exon 1 - Intron 1 - Exon 2 - Intron 2 - Exon 3 - … - Intron n-1 - Exon n
Après la transcription dans le noyau (chez les eucaryotes), l'ARN synthétisé va subir un certain nombre de modifications, dont l'épissage, au cours duquel les exons vont être suturés et les introns excisés de l'ARN, afin de donner l'ARN mature fonctionnel, comme l'ARNm utilisé pour la traduction en protéine après export dans le cytoplasme.  

Épissage d'un pré-ARN messager : excision des introns et suture des exons

Dans leur grande majorité, les gènes des eucaryotes supérieurs contiennent des introns ; toutefois, certains ne sont composés que d'un seul exon, c'est par exemple de cas des gènes des histones chez les chordés. Environ 3 % seulement des gènes humains ne contiennent qu'un seul exon et donc aucun intron.   
Il existe aussi de manière plus rare des introns dans certains gènes bactériens ou d'archées, ainsi que dans certains virus qui les infectent. Il s'agit souvent d'introns d'un type particulier appelés introns autoépissables.  

## Exons et régions codantes
Il est important d’éviter une confusion entre les notions d’exon/intron de celles de codant/non codant. Les exons ne peuvent en aucun cas être définis comme les parties codantes des transcrits. 
- Pour les gènes qui codent des protéines, l’ARN messager comporte des régions non traduites en amont (5’UTR) et en aval (3’UTR) de la séquence codante. Les UTR sont présents dans l'ARN mature après épissage et sont donc exoniques, mais sont par définition non codants, puisque les séquences correspondantes sont situées en amont du codon de démarrage de la traduction ou en aval du codon stop terminant le cadre de lecture ouvert.
- Plusieurs types d'ARN sont non codants (ARN de transfert, ARN ribosomique, longs ARN non codants…), ce qui ne les empêche pas d'être épissés (et donc de comporter des introns et exons).
- Du fait de l’épissage alternatif, certaines régions de l’ARN peuvent être soit exoniques soit introniques selon le tissu ou les conditions cellulaires. Ces fragments sont potentiellement codants (ils peuvent servir de modèle à la synthèse du polypeptide), mais introniques dans certains tissus.
- Un exon peut être présent après la maturation dans l'ARNm mais ne pas être traduit, comme par exemple le 35e et dernier exon du gène MYBPC3 humain. Dans ce cas le codon-stop se situe dans le 34e exon.

## Distribution des exons
La taille des exons dans les génomes suit une distribution log-normale, avec une longueur moyenne d'environ 150 nucléotides qui varie relativement peu entre les différentes espèces d'eucaryotes. Le caractère log-normal de cette distribution implique cependant une assez grande variabilité autour de cette valeur moyenne. Le plus grand exon connu est ainsi long de 17 106 nucléotides, il est situé dans le gène humain codant la protéine géante titine. C'est aussi le gène comportant le plus grand nombre d'exons, pas moins de 363 en tout.
Dans le génome humain, les gènes contiennent en moyenne environ 9 exons et 8 introns. Toutefois, il existe également une variabilité importante, par exemple certains gènes humain ne contiennent qu'un seul exon et aucun d'intron. C'est le cas des gènes codant les histones.